# Estación de Torrevieja
Torrevieja es una estación de ferrocarril situada en la ciudad del mismo nombre en la provincia de Alicante. Formaba parte del ramal Albatera-Torrevieja perteneciente a la línea Murcia-Alicante. Desde el 12 de enero de 1970 se encuentra fuera de servicio. Actualmente, se encuentra convertida en parque del municipio.

## Situación ferroviaria
Se encuentra al final del desmantelado ramal de ancho ibérico Albatera-Torrevieja, pk 26,180 a 3,73 metros de altitud. Tenía un largo de aproximadamente 520 metros en los que había 7 vías y dos andenes. La estación contaba con edificio de viajeros, retretes, cocherón de máquinas, cocheras de carruajes, almacén de mercancías y descargadero de mercancías descubierto.

## Historia
Tras muchos planes de construcción, la línea Alicante-Alquerías se inauguró el 11 de mayo de 1884. El ramal dio servicio ferroviario a las ciudades de la comarca de la Vega Baja de Almoradí, Dolores, Benijófar, Rojales y Torrevieja, inicialmente. El 19 de julio de 1911, se abrió al servicio el apeadero de Las Moreras, cuyo nombre proviene de la finca en la que se construyó, aunque la población más cercana era Los Montesinos. La gestión del ferrocarril corrió a cargo de Andaluces hasta que quebrara la empresa y en 1936 el gobierno republicano traspasara la gestión a la Compañía Nacional de los Ferrocarriles del Oeste. Finalmente, con la creación en 1941 de RENFE se volvió a incautar la línea.
El objetivo primigenio de la construcción del ramal fue el transporte de la sal de las Salinas de Torrevieja a Alicante para exportarla a través del puerto. Para dicho cometido, se habilitó un cargadero descubierto paralelo a la vía, cerca del final de línea en la estación de Torrevieja, a donde llegaba un ramal de la red de vía estrecha de la propia industria salinera. Esto afectó negativamente a la población de la ciudad, que en aquella época se dedicaba casi totalmente al puerto y las salinas. Tras manifestaciones y reivindicaciones, se consiguió que cesara el transporte de la sal y se comenzara a construir un cargadero marítimo en el puerto de la ciudad.
La ansiada y dilatada construcción del puerto, precisó de la instalación de dos ramales en la línea, uno para cargar piedras y otro para descargarlas en el puerto. El primer ramal salía de la estación de Albatera hacia unas canteras muy próximas, de ahí se trasportaba el material de obra hasta Torrevieja en cuya estación emanaba el segundo ramal que llegaba hasta el principio del puerto en construcción. Tan pronto se realizaron las obras, se desmantelaron ambos ramales.

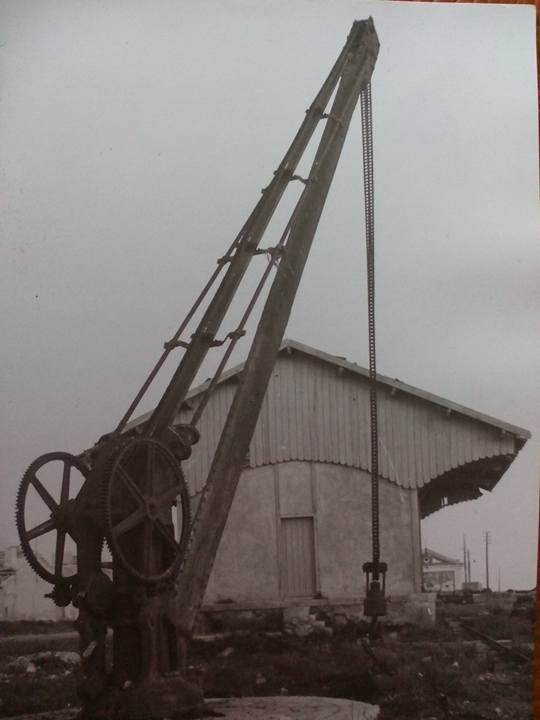
Vista desde la placa giratoria del almacén

Torrevieja experimentó en la segunda mitad del siglo XX un crecimiento demográfico de gran importancia y, en consecuencia, se crearon nuevos empleos en la ciudad que, sumado a los grandes avances tecnológicos, hicieron que se posibilitase la construcción de un ramal desde la estación hasta la industria salinera con el cometido inicial, extraer la sal a través del ferrocarril. Ello solo se produjo parcialmente, con trenes mercantes que circulaban quincenalmente.
En competencia al ferrocarril fue abriéndose paso el transporte por carretera. Como el servicio ferroviario de viajeros de la línea era deficiente, no se invertía capital, los usuarios se decantaron por el automóvil. En los años sesenta, los cañizos y las malezas imperaban en varias partes de la línea. Tanto fue así que la vía de cargadero de Almoradí-Dolores quedó inservible. Dicha información fue transmitida al factor de circulación en Alquerías-Santomera, pero se desentendió el ramal debido a su poca explotación. Poco a poco se fue invirtiendo menos. El 17 de marzo de 1966 la estación de Benijófar-Rojales pasó a ser apeadero sin personal. Las malezas siguieron invadiendo el trazado tanto que se redujo la velocidad máxima a 40km/h.

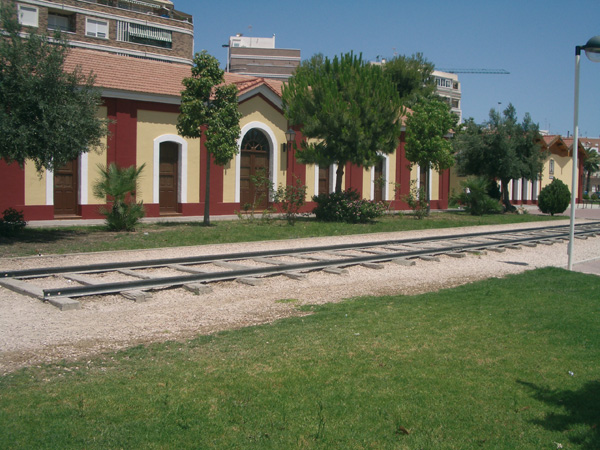
La estación reformada

Debido a la poca explotación del ramal y el mal estado de las vías, el 12 de enero de 1970 se cancela el servicio de viajeros y se cierran las estaciones en todo el recorrido. Sin embargo, un tren de mercancías seguía circulando cada dos semanas hasta la industria salinera para recoger sal y llevarla hasta Alicante. Como consecuencia de las fuertes tormentas y riadas de 1986, la peana de la vía se debilitó y provocó el hundimiento de una traviesa que hizo descarrilar al tren salinero, lo que supuso el cierre final del ramal tras 100 años de existencia. Irónicamente, poco tiempo después del cierre, se celebró el 100 aniversario de la línea Murcia-Alicante. Finalmente en los años 90, el gobierno central procedió al desmantelamiento de las vías promovido por la construcción de la N-332.
A finales de los noventa, el ayuntamiento de Torrevieja solicita a RENFE la cesión del trazado que queda dentro de su término municipal y los edificios de la estación. Con el visto bueno de RENFE, el ayuntamiento procede a recuperar los edificios, dándoles una segunda vida útil como salas de exposiciones y museos; y el terreno que correspondía a la playa de vías se rehabilitó como un parque municipal.

## Actualidad
Actualmente, existe en la zona un sentimiento reivindicativo de reconstrucción del ramal. Torrevieja es una de las dos ciudades española de más de 100.000 habitantes que no cuenta con servicio ferroviario. A pesar de las insistencias de la población de la comarca, los gobiernos centrales se suceden haciendo promesas que no se llegan a cumplir. En los últimos años, la construcción del corredor del Mediterráneo y el Tren de la Costa, ha incluido a Torrevieja en los planes de estudio, pero no se reciben respuestas o son desfavorables.